# Michal Kolomazník
Michal Kolomazník (ur. 20 lipca 1976 w Brnie) – czeski piłkarz występujący na pozycji napastnika.

## Kariera klubowa
Kolomazník treningi rozpoczął w 1984 roku w Zbrojovce Brno, a w 1993 roku został włączony do jej pierwszej drużyny, noszącej już nazwę Boby Brno i grającej w pierwszej lidze czeskiej. W sezonie 1994/1995 był wypożyczony do trzecioligowego VTJ Znojmo, a w sezonie 1995/1996 do drugoligowej Slavii Uherské Hradiště. Następnie wrócił do Bobów, gdzie grał do końca sezonu 1998/1999.
W 1999 roku Kolomazník odszedł do innego pierwszoligowca, FK Teplice. W sezonie 2002/2003 zdobył z nim Puchar Czech. Na początku 2004 roku przeszedł do niemieckiego klubu SSV Jahn Ratyzbona, występującego w 2. Bundeslidze. Zadebiutował w niej 1 lutego 2004 w zremisowanym 1:1 meczu z FC Erzgebirge Aue. W sezonie 2003/2004 spadł z zespołem do Regionalligi, jednak wówczas odszedł z klubu.
W połowie 2004 roku Kolomazník został zawodnikiem drugoligowego TSV 1860 Monachium. W sezonie 2005/2006 z 15 bramkami zajął 6. miejsce w klasyfikacji strzelców 2. Bundesligi. W 2006 roku przeniósł się do SpVgg Unterhaching, również grającego w 2. Bundeslidze. W sezonie 2006/2007 spadł z nim do Regionalligi. W 2008 roku wrócił do Czech, gdzie został graczem drugoligowej Dukli Praga. W 2010 roku zakończył tam karierę.

## Kariera reprezentacyjna
W reprezentacji Czech Kolomazník zadebiutował 8 lutego 2000 w wygranym 2:1 towarzyskim meczu z Meksykiem, w którym strzelił też gola, który był jednocześnie jego jedynym w kadrze. W latach 2000–2002 w drużynie narodowej rozegrał 3 spotkania.